# Centropogon weberbaueri
Centropogon weberbaueri är en klockväxtart som beskrevs av Alexander Zahlbruckner. Centropogon weberbaueri ingår i släktet Centropogon och familjen klockväxter. Inga underarter finns listade i Catalogue of Life.